# Isabel de Clare (Adlige, 1240)
Isabel de Clare (* 1240; † vor 1271) war eine anglonormannische Adlige.

## Herkunft
Isabel de Clare entstammte der anglonormannischen Familie de Clare, die im 13. Jahrhundert zur reichsten englischen Adelsfamilie aufgestiegen war. Isabel war die älteste Tochter von Richard de Clare, 5. Earl of Gloucester und von dessen Frau Maud de Lacy.

## Heirat mit einem norditalienischen Markgrafen
Ihr Vater reiste in den 1250er Jahren häufig nach Frankreich, wo er unter anderem an Turnieren teilnahm. Dazu versuchte er auch, seine Kinder vorteilhaft zu verheiraten. 1251 erhob er von seinen Vasallen eine Abgabe von zwei Mark je Knight’s fee. Diese Abgabe stand ihm traditionell anlässlich der Verheiratung seiner ältesten Tochter zu, obwohl zu dieser Zeit noch nicht feststand, wen Isabel heiraten würde. Wohl auf Anregung von Thomas von Savoyen vereinbarte Clare im März 1258 eine Heirat von einer seiner Töchter mit Markgraf Wilhelm von Montferrat. Die einflussreiche Markgrafschaft Montferrat in Norditalien gehörte nominell zum Heiligen Römischen Reich, doch stand sie unter politischen Einfluss der Grafschaft Provence und der benachbarten Grafschaft Savoyen, deren Regent Thomas war. Zu beiden Grafschaften hatte England durch die Heirat von Eleonore von der Provence mit König Heinrich III. enge Kontakte. Thomas von Savoyen war ein Onkel der Königin, Regent von Savoyen und Großonkel und ehemaliger Vormund des Markgrafen. Mit dieser Heirat hoffte er wohl, den einflussreichen Clare stärker in die geplante Eroberung Siziliens durch den englischen König einzubeziehen. Die Verhandlungen über die Heirat führte in England Peter D’Aigueblanche, der ebenfalls aus Savoyen stammende Bischof von Hereford. Richard de Clare bot dem Markgraf für die Heirat 4000 Mark, und dazu durfte sich der Markgraf eine seiner drei Töchter als Braut auswählen. Er wählte die achtzehnjährige Isabel, wohl da ihre Schwestern wesentlich jünger waren. Die Hochzeit fand im Juni 1258 in Lyon statt. Offenbar kehrte Isabel nie nach England zurück, und von ihrem weiteren Leben ist fast nicht bekannt. Sie hatte mindestens eine Tochter, Margherita di Monferrato († nach 1286). Isabel starb offenbar vor 1271, da Wilhelm in diesem Jahr ein weiteres Mal heiratete.
Die Heirat von Isabel mit einem norditalienischen Adligen demonstriert ebenso wie die Heirat ihres Bruders Gilbert mit einer südwestfranzösischen Adligen die engen Verbindungen ihres Vaters mit dem westeuropäischen Hochadel.